# Phebellia agnatella
Phebellia agnatella är en tvåvingeart som beskrevs av Louis-Paul Mesnil 1955. Phebellia agnatella ingår i släktet Phebellia och familjen parasitflugor. Inga underarter finns listade i Catalogue of Life.